# Yakarta Occidental

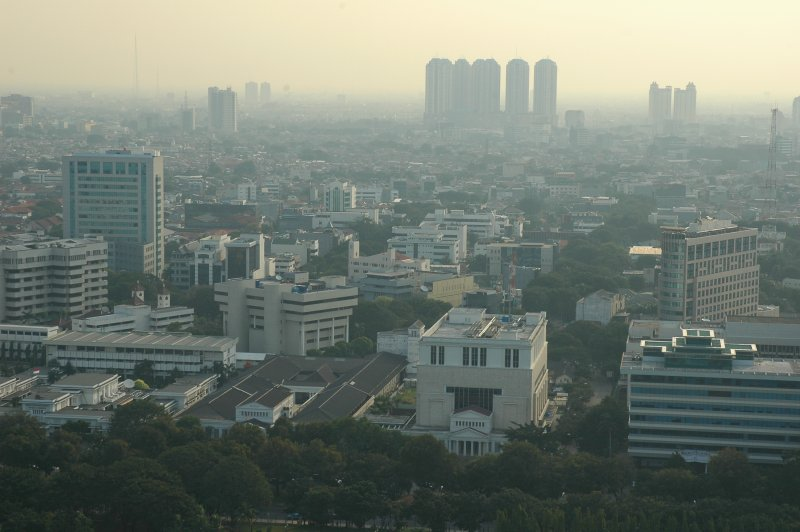
Yakarta Occidental

Yakarta Occidental (Jakarta Barat en indonesio) es una de las cinco ciudades (kotas) en que se divide Yakarta, Indonesia.
Tiene límites con Yakarta Septentrional, Yakarta Central, Yakarta Meridional y con Tangerang.
La ciudad está dividida a su vez en 8 subdistritos:
- Cengkareng
- Grogol Petamburan
- Kalideres
- Kebon Jeruk
- Kembangan
- Palmerah
- Taman Sari
- Tambora

- Datos: Q10116
- Multimedia: West Jakarta / Q10116